# Breitenfeld am Tannenriegel
Breitenfeld am Tannenriegel là một đô thị thuộc huyện Leibnitz trong bang Steiermark, nước Áo. Đô thị Breitenfeld am Tannenriegel có diện tích 4,41 km², dân số cuối năm 2005 là 310 người.